# Bittermandel
Als Bittermandeln werden sowohl die in geringen Mengen vorkommenden bitteren Süßmandeln als auch die Mandeln der Varietät Prunus dulcis var. amara bezeichnet.

## Inhaltsstoffe
Unbehandelte Bittermandeln sind für den menschlichen Genuss nicht geeignet. Sie enthalten ca. 3 bis 5 % Amygdalin, ein cyanogenes Glycosid, von dem während des Verdauungsprozesses giftiger Cyanwasserstoff (Blausäure) und Benzaldehyd (C6H5–CHO) abgespalten werden.
Beide Verbindungen riechen ähnlich, aber Blausäure ist hochgiftig; der Würzwert geht ausschließlich auf den Benzaldehyd zurück.
Nach Hydrolyse des Amygdalins einer einzigen Bittermandel bildet sich etwa ein Milligramm Blausäure.

## Giftigkeit
Blausäure ist zwar sehr giftig, aber wegen ihrer Flüchtigkeit und Hitzeempfindlichkeit kann sich in einer mit Bittermandeln zubereiteten erhitzten Speise nur eine ungefährliche Menge an Blausäure ansammeln. Äußerst gefährlich jedoch ist der Konsum ungekochter Bittermandeln, da dabei die Blausäure erst im Magen gebildet wird. Ernsthafte Vergiftungen sind bei Erwachsenen zwar selten, aber Kinder sind bereits durch wenige Bittermandeln gefährdet.
So führen je nach Körpergewicht etwa fünf bis zehn Bittermandeln bei Kindern und 50 bis 60 bei Erwachsenen zu einer tödlichen Blausäurevergiftung. Es wird davon ausgegangen, dass eine einzige Bittermandel pro Kilogramm Körpergewicht zu tödlichen Vergiftungserscheinungen führt (Blausäure). Allerdings verhindert der unangenehme Geschmack im Normalfall eine Vergiftung.

## Natürliches Vorkommen
Blausäure kommt auch in anderen Kernen der Gattung Prunus, z. B. Pfirsich, Aprikose, Nektarine und, in geringerem Ausmaß, Kirsche und Zwetschge vor. Für die Kerne dieser Früchte gelten ähnliche Warnungen.
Mandelbäume tragen vereinzelt Bittermandeln, die äußerlich kaum von den süßen Mandeln zu unterscheiden sind. Dieser natürliche Anteil beträgt rund zwei Prozent.
Der ausschließliche Anbau von Bittermandeln auf speziellen Plantagen dient der Gewinnung des Bittermandelöls, dieses wird von Blausäureverbindungen befreit („entbittert“).

## Verwendung
Zur Herstellung von Christstollen werden Bittermandeln für den speziellen Geschmack verwendet.
Anstelle von Bittermandeln kann man zum Backen auch ihr Öl, das Bittermandelöl, verwenden. Backaroma der Geschmacksrichtung Bittermandel (im Aromaröhrchen) schmeckt nur nach Mandel und enthält lediglich Aromastoffe, aber keine Blausäure.

## Handel
Der Verkauf von Bittermandeln an Endkunden erfolgt in Deutschland vorwiegend über Apotheken und Reformhäuser. In anderen Ländern, z. B. Schweden, erfolgt der Verkauf allerdings auch im Einzelhandel.